# Ames (Iowa)
Ames és una ciutat de l'Estat d'Iowa als Estats Units situada a 48km al nord de Des Moines, la capital de l'Estat. La ciutat és coneguda sobretot perquè s'hi troba el campus de la Universitat Estatal d'Iowa  (Iowa State University of Science and Technology).

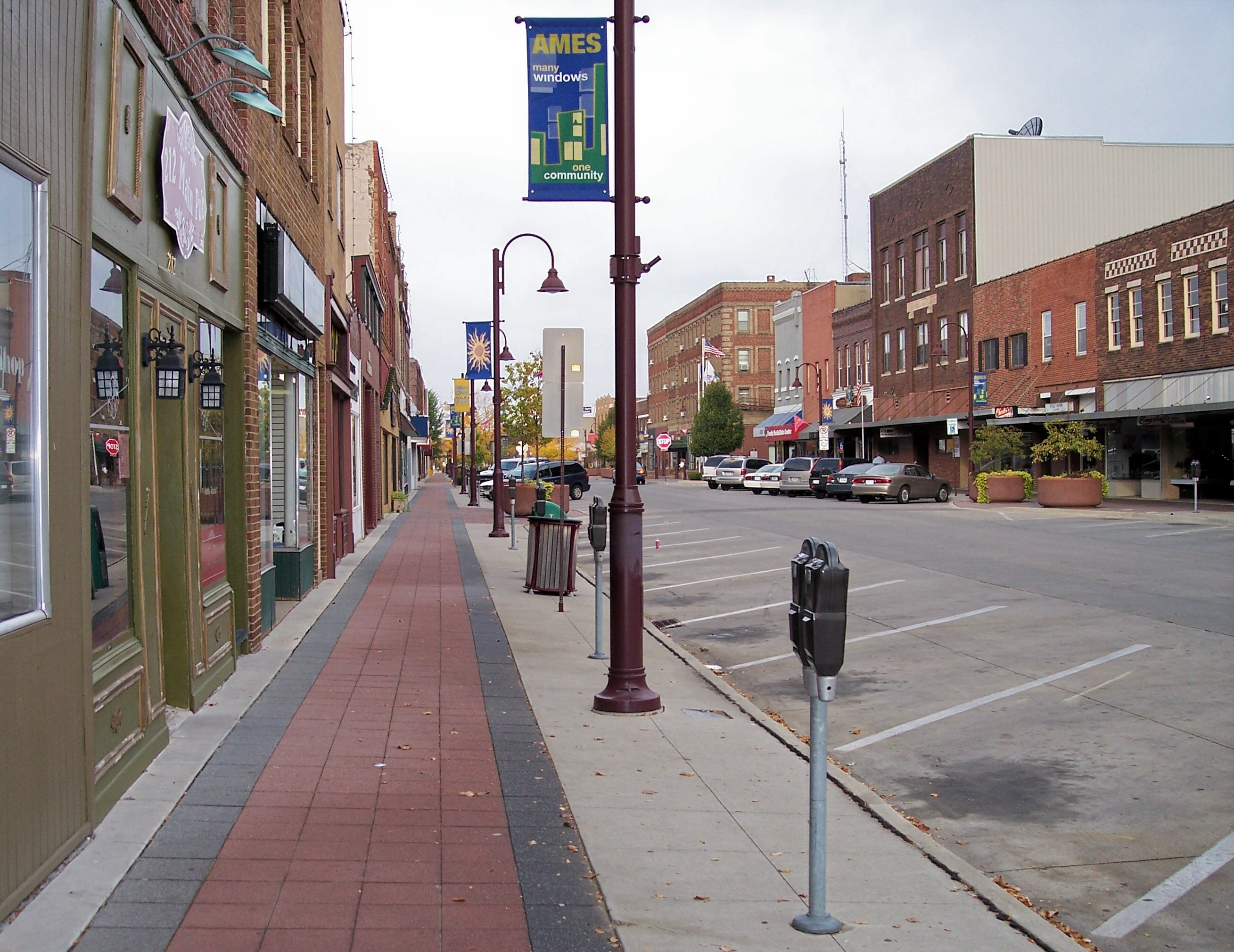
El "Main Street" al centre històric d'Ames